# Kathedraal van Calvi
De voormalige kathedraal van Calvi is een aan Johannes de Doper gewijde kerk in Calvi op Corsica (Frans: Pro-cathédrale Saint-Jean-Baptiste de Calvi). Van 1576 tot 1790 was het de zetel van de bisschop van Sagone. Hieraan kwam een eind toen  alle bisdommen op het eiland samengevoegd werden om voortaan vanuit Ajaccio bestuurd te worden.

## Geschiedenis
Hoewel de kerk, die midden in de citadel van Calvi ligt, al in de dertiende eeuw werd opgericht, maakte de ontploffing van een nabij gelegen opslagplaats voor buskruit in 1567 een complete herbouw nodig. In 1576 zorgde paus Gregorius XIII ervoor dat de nieuwe, barokke kerk een kathedraal werd.

## Beschrijving
De kerk is gebouwd in de vorm van een Grieks kruis dat in oostelijke richting is verlengd om ruimte te bieden aan het koor. Hoge vensters en de daklantaarn van de koepel boven de viering verlichten het witte interieur. 
In de apsis achter het zeventiende-eeuwse hoogaltaar van veelkleurig marmer hangt een triptiek uit 1498 van Giovanni Barbagelata. Deze schilder uit Genua maakte in opdracht van twee burgers uit Calvi een nagenoeg exacte kopie van een altaarstuk in Genua van zijn leermeester Giovanni Mazone. In het werk neemt een afbeelding van de annunciatie een centrale plaats in met daaromheen enkele beschermheiligen van de stad. Op de predella zijn scènes uit het leven van Maria en de jeugd van Jezus geschilderd.
Aan weerszijden van het hoofdaltaar bevinden zich marmeren altaren. Het rechter is gewijd aan Christus van de wonderen. Volgens de overlevering braken de Turken in 1555 het beleg van Calvi plotseling op nadat ze dit ebbenhouten beeld zagen. Een inwoner van Calvi die zijn rijkdom in Spaanse dienst had vergaard, schonk het beeld van Onze-Lieve-Vrouw van de Heilige Rozenkrans op het linker altaar in de zestiende eeuw aan de kerk. Tijdens de Goede Week wordt het nog steeds in processie door de stad gedragen.
In het interieur zijn daarnaast twee doopvonten uit de renaissance en een barokke preekstoel te bewonderen.
De inwoners van Calvi schonken deze kansel met een reliëf van Johannes de Doper en beelden van de symbolen van de evangelisten in 1757 aan de kerk.

## Afbeeldingen

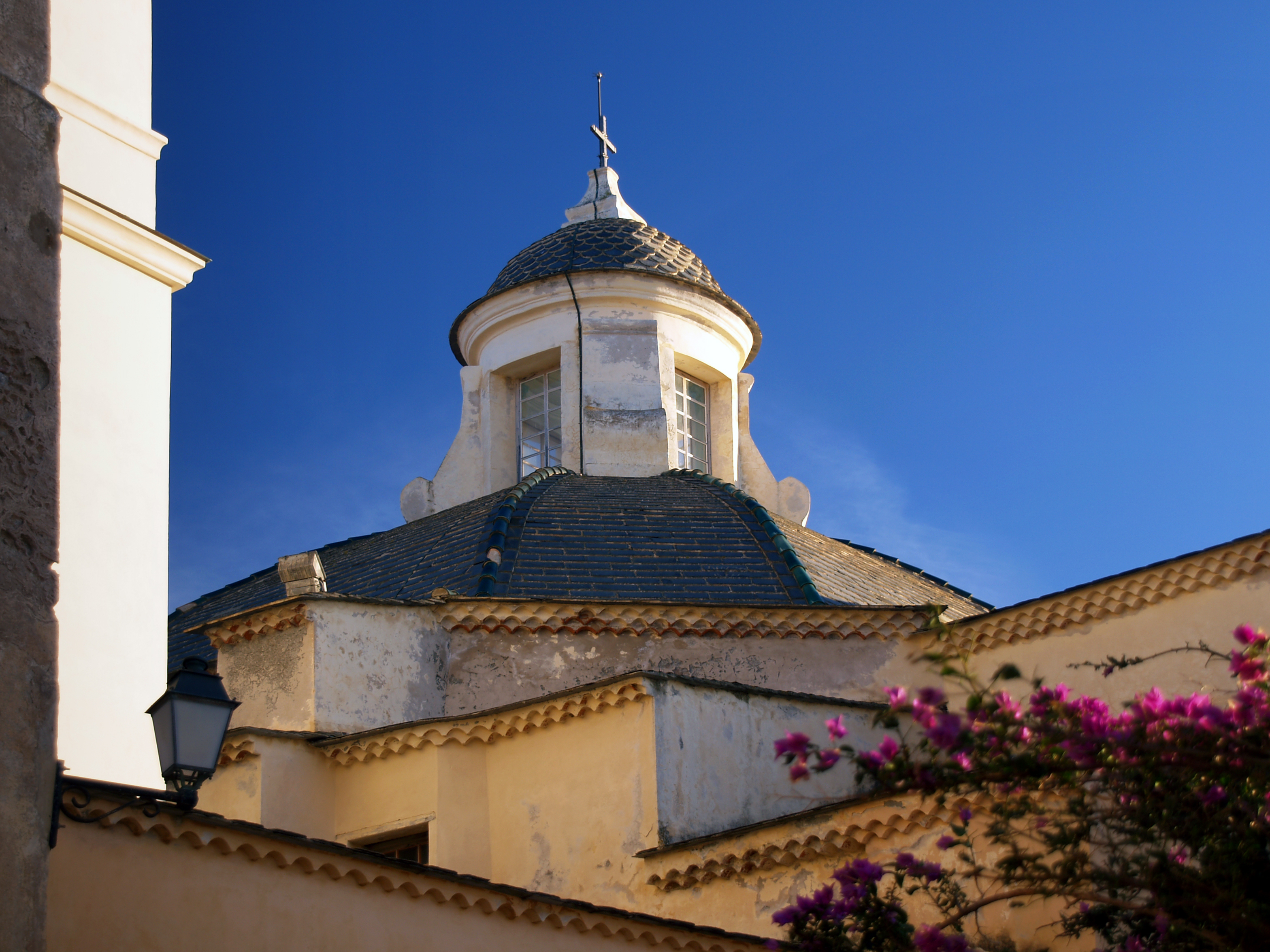
daklantaarn
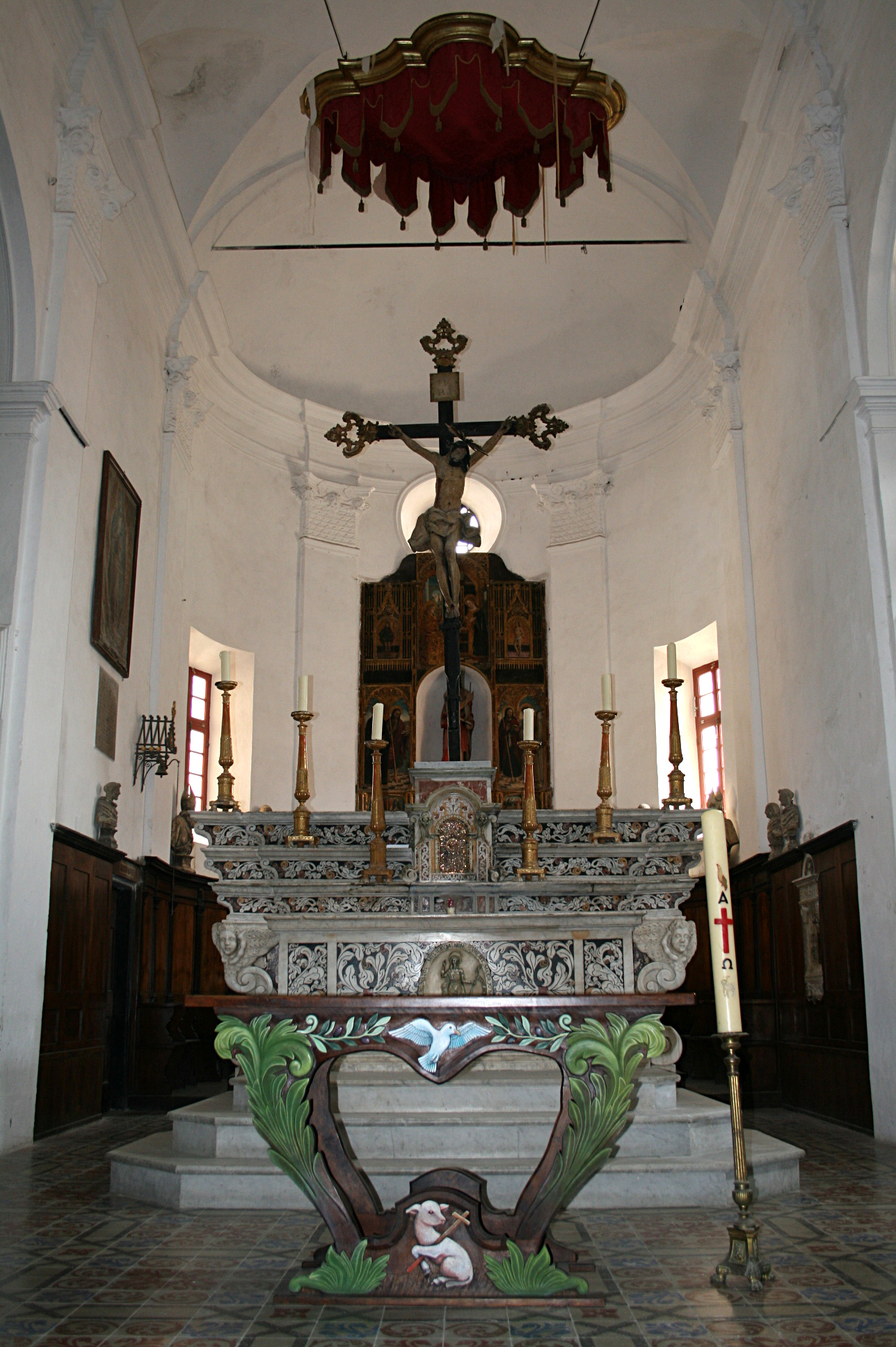
hoogaltaar
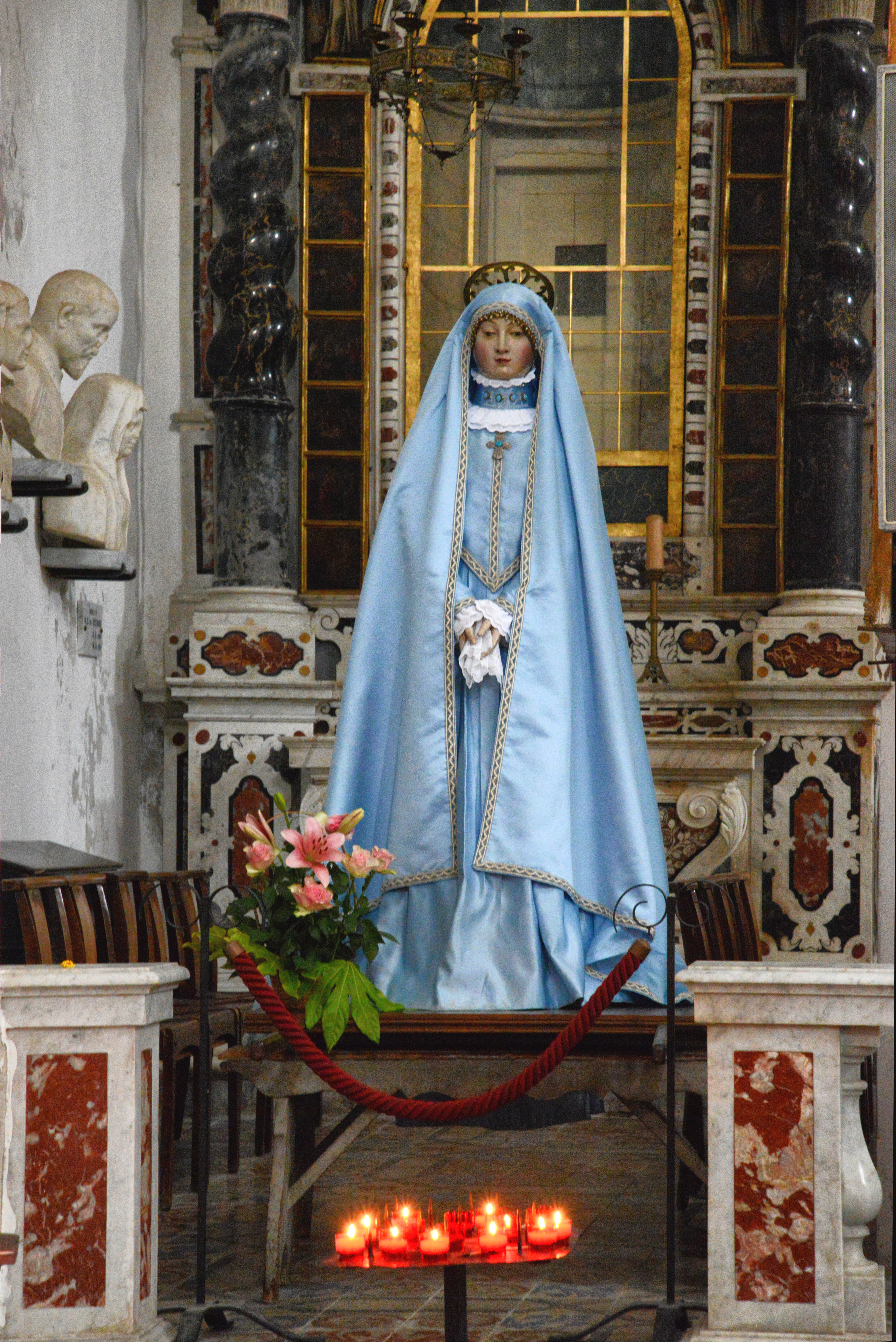
Onze-Lieve-Vrouw van de Rozenkrans
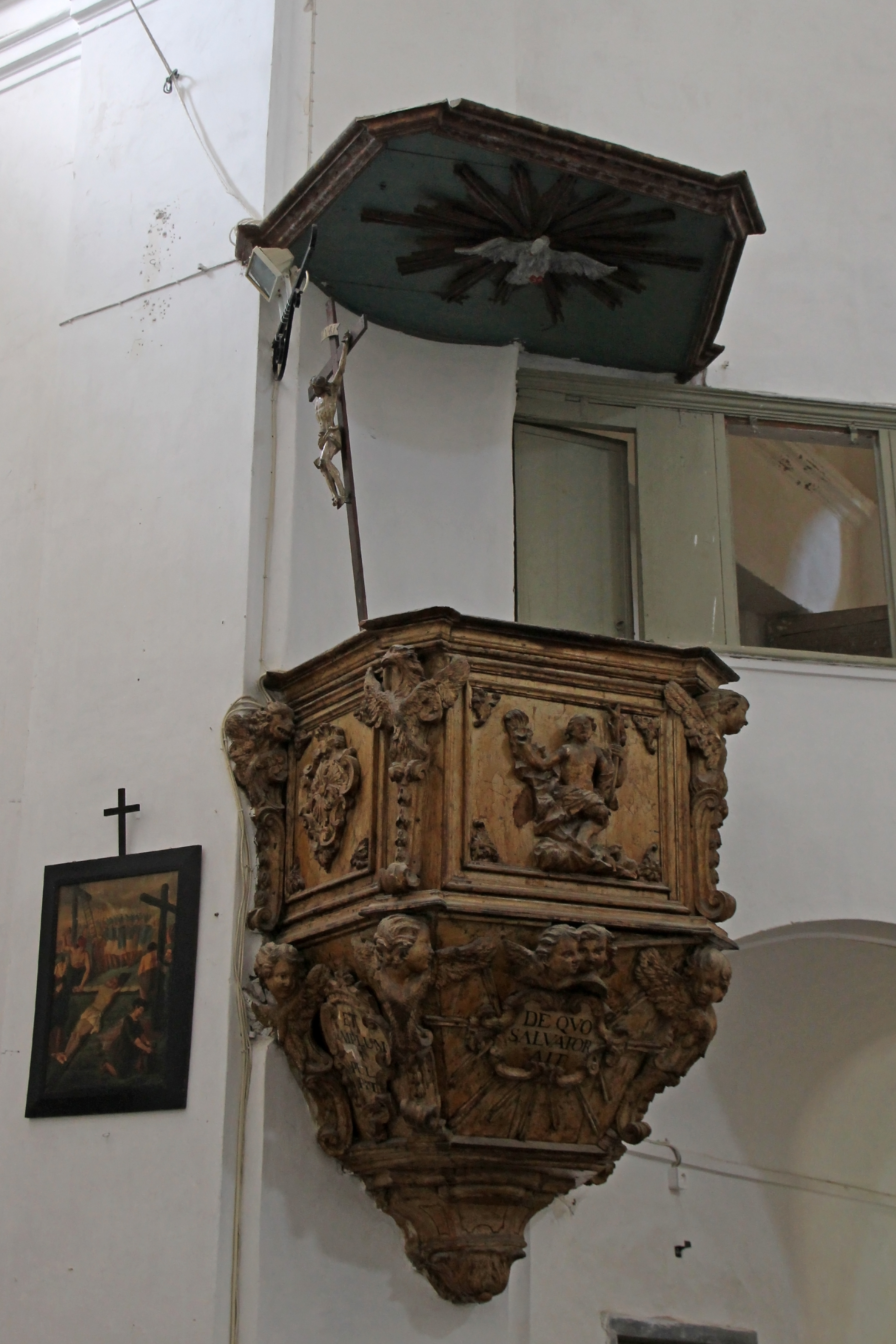
preekstoel